# 弥永正宏
弥永 正宏（やなが まさひろ、1971年 - 2010年8月28日）は、福岡県北九州市門司区出身の小倉競輪場・日本写真判定所属メインアナウンサー。
抑揚を抑えた静かな実況で知られた。
旧豊国学園卒業。
実況畑ではオートレースの宮本隆与と同期。
2010年8月28日、肝硬変により永眠。